# LAV-300
凯迪拉克盖奇LAV-300最初名为V-300，属于美国轻型装甲车（LAV）系列，包括多达15种配置。最初由凯迪拉克盖奇作为一个私人风投项目创造和设计。
自2020年起，德事隆不再销售该车及其衍生型号。

## 发展历史
第一个购买该车的国家是巴拿马，该国购买了12至13辆LAV-300，包括APC、火力支援车和装甲抢救车。大多数在巴拿马战争中被美军缴获。巴拿马国防军（PDF）服役期间，由第5步兵连、第6步兵连（机械化）和2000营（机械化）使用。第6步兵连使用了4辆LAV-300；2000营使用了9辆。帕提拉机场战役期间被部署在机场附近，以阻挡海豹突击队摧毁诺列加的私人飞机。
科威特于1984年订购了62辆，其中一些采用FSV配置。科威特的大部分LAV-300在1990年伊拉克入侵科威特期间被伊拉克军队摧毁。
1994年，当车辆的生产进行重组并转移到新奥尔良时，其名称从V-300更改为LAV-300。
菲律宾于1993年订购了24辆LAV-300 MKII，其中12辆采用APC配置，12辆采用FSV配置，并于1995年交付。合同价值1824.3万美元。菲律宾海军陆战队使用的LAV-300采用的设计为APC配备0.50 BMG/7.62mm NATO炮塔，FSV配备90mm科克里尔线膛炮。
在1993年1月至9月于内蒂克发表的1994年报告中，LAV-300一度被认为是美国陆军宪兵装甲安全车辆计划的合适候选者。1999年，美国陆军旅级战斗队考虑同时接纳LAV-300和LAV-600。同年，在斯特莱克被选中之前，LAV-300 MK II的步兵战车型号在诺克斯堡进行了测试，以便在快速反应部队中进行部署。由于维护LAV-300所需的经费较低，这一提议甚至得到了David L. Nobles上尉的支持。
LAV-300于1994年停产，并于2000年停售。
2008年，科布县警察局（CCPD）报告称，以500,000美元购买了一辆LAV-300，并支付了45,000至51,000美元以翻新该车供警察使用。此车是CCPD通过1033项目从路易斯安那州约翰逊堡购买的。
2010年，联邦国防工业（FDI）宣布与德事隆海陆系统达成协议，获得授权为LAV-300提供售后零件、支持和其他类型的协助，因为FDI维护着备件技术库。
2011年，Napco与德事隆签订协议，获得授权为LAV-300提供售后零件、支持和其他类型的协助。
2016年9月15日，巴顿维尔警察局通过1033项目展示了一架配备监视设备的LAV-300。
2018年10月5日，菲律宾国防部（DND）在轻型装甲系统升级（LARSU）采购项目下，以升级菲律宾海军和空军装甲车为目的展开招标，预算711,938,000菲律宾比索。2018年11月28日，DND发布了一项招标要求，要求一家公司对PMC仍运作良好的LAV-300进行现代化改造。
2019年1月10日，拉森图博获得了一份价值1,400万美元的合同，用于对菲律宾武装部队的轻型装甲系统进行升级，更换磨损的发动机和其他零件。2023年6月7日，由拉森图博完成升级的LAV-300在布拉干进行了测试。

## 设计

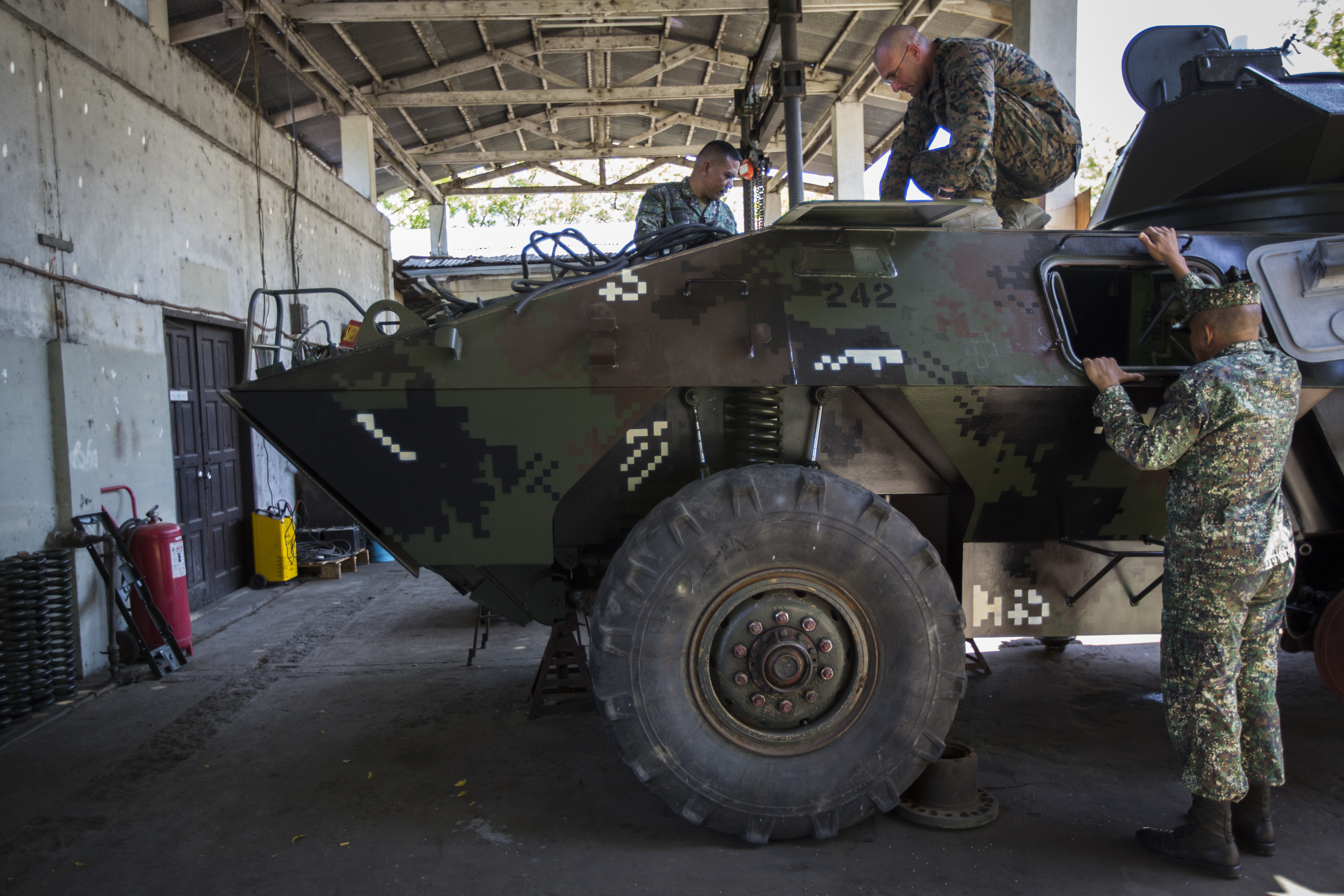
海军陆战队第1师的一名海军陆战队员与菲律宾海军陆战队员一起检查 AV-300的内部。

LAV-300可容纳三名车组人员，包括一名司机、一名车长和炮手，以及九名乘员。重14.696吨。长6.40米，宽2.54米。包含炮塔高度为2.7米，仅车体的高度为1.98米。续航里程925公里，最高时速可达105公里/时。可由C-5银河、C-141星、C-17环球霸王III和C-130海格力斯货机进行空中运输。某些型号可通过CH-53E超级种马直升机进行空运。

### 装甲
LAV-300的装甲由高硬度Cadloy钢装甲组成，采用最小轮廓的车体，能够承受7.62毫米口径子弹在任何角度的近距离射击。车辆底部的附加装甲可以保护乘员免受手榴弹和地雷的伤害。低可观测技术进一步增强了生存能力，最大限度地降低了热、地震和音频信号的水平，并最大限度地减少了雷达回波。

### 操控性
LAV-300是两栖型，可直接下水。
LAV-300 MK II具有高机动性，并且完全两栖。轮胎为径向无内胎轮胎，可配备失压续跑和中央轮胎充气系统，以增强机动性。它可以爬上60度的坡，在30度的坡上作业，并跨越两英尺高的障碍物。

### 发动机
LAV-300采用康明斯VT-504 201kW液冷涡轮增压V8柴油发动机。
LAV-300 MK II的涡轮增压柴油发动机可在10秒内从0加速到32公里/时。在柴油不足的情况下，可以使用航空煤油、煤油和其他柴油燃料。六轮双液压制动器使车辆能够在大约12秒的时间内从20英里每小时减速到0，续航里程925公里。悬架由6x6车轮组成（6个驱动轮 - 2个转向轮），前轴纵臂上有实心梁。后轴具有带螺旋弹簧的独立纵臂和1个减震器。安装了6档前进和2档倒车的变速箱。

### 装备
NBC和夜视系统是根据最终用户的要求提供的可选设备。还配备了中央轮胎充气系统。

## 衍生型
LAV-300有15种不同的配置，最常见的是：指挥车、装甲运兵车、反坦克、军事后勤、救护车和装甲抢救车。
以下炮塔可用于LAV-300：
- 7.62毫米机枪与12.7毫米、25毫米、30毫米（英语：30 mm caliber）或40毫米炮组合
- 20毫米防空炮
- 导弹防空系统
- BGM-71陶式反坦克导弹
- 90毫米炮
- 81毫米或120毫米口径迫击炮

### LAV-300 MK II
LAV-300的改进版本，名为LAV-300 MK II，于20世纪80年代开发，配备后冷式发动机、改进的变速箱，具有6速前进档比和2速倒车档，具有更好的轮胎和更大的油箱。步兵战车的衍生型也属于MK II改装的一部分。

### LAV-300A1
LAV-300的衍生型，配备了魟鱼轻型坦克的炮塔。后来被命名为LAV-600。

## 使用方

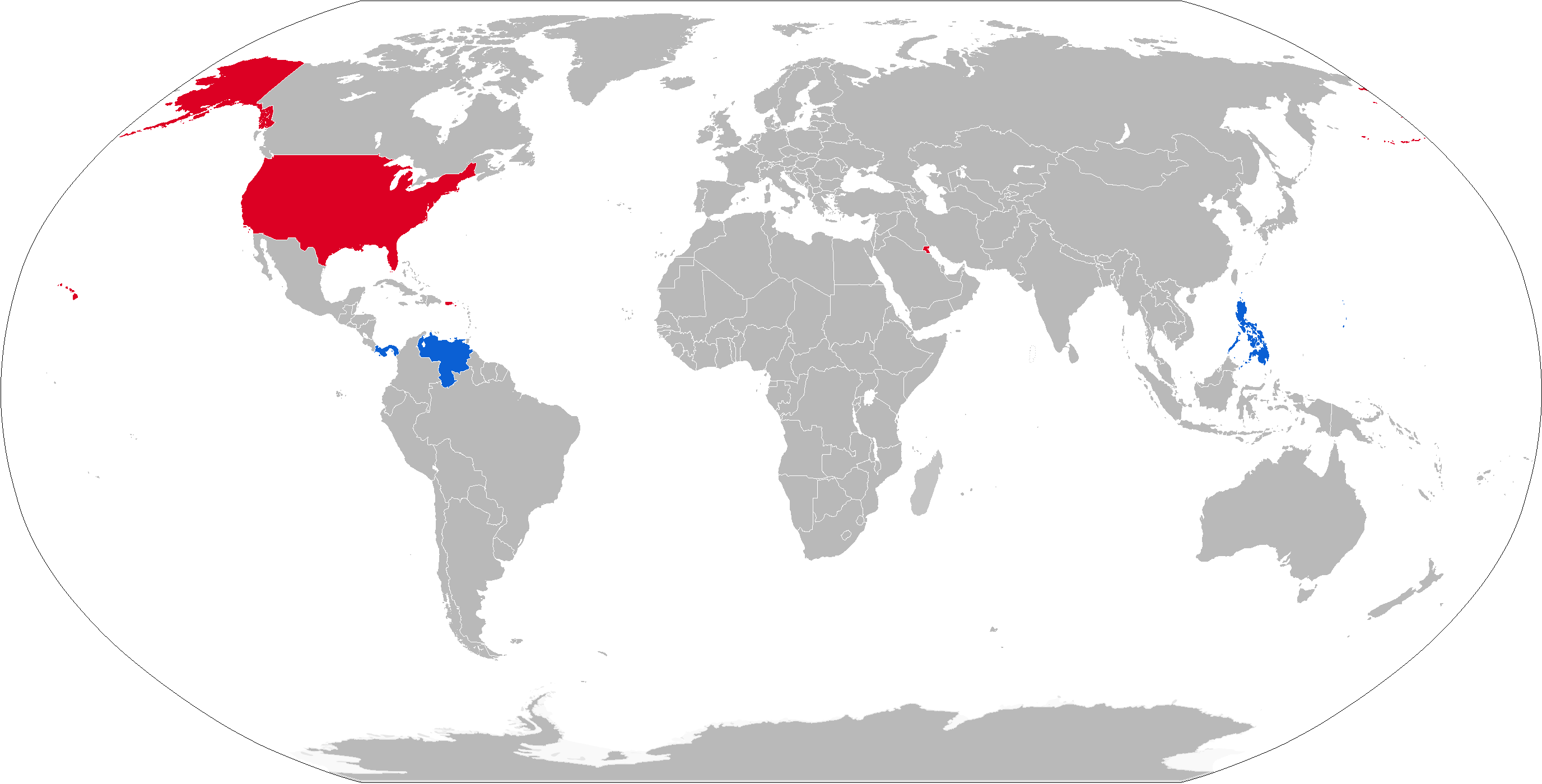
LAV-300的使用国在地图上显示为红色，前使用国为蓝色

### 当前使用方
- 菲律賓：截至2015年，数量从1990年的36辆[26]降至24辆[25][26]。2001年，弗罗若国际集团[27]签订合同，对菲律宾海军陆战队使用的LAV-300进行现代化改造。[28]另一个升级项目于2015年推出，合同金额为3,450万菲律宾比索（2015 年价值784,000美元），用于升级LAV-300 FSV的炮塔系统。[29]另一个项目于2018年推出，拉森图博中标，并于2019年更换磨损的部件。[21]
- 美国：2008年购买的一辆二手LAV-300，经过翻新，配有热传感器、智能化跟踪设备（包括FLIR（英语：Forward-looking infrared），前视红外）、夜视仪和催泪瓦斯发射器，以及破门突入工具。[14][13]它由科布县警察局特警队使用。[30]2016年，一辆翻新的LAV-300由巴顿维尔警察局使用。[18]另一辆由维多利亚县治安官办公室使用；这辆车由克莱格工业公司升级。[31]

### 前使用方
- 伊拉克：海湾战争期间从科威特缴获。[32]
- 科威特：62辆，在伊拉克入侵科威特期间被毁。[25]
- 巴拿马：12辆。[25]以前由PDF的第5步兵连、第6步兵连和2000营使用。[5]

## 脚注
1. 1 2 3 4 5 6 7 8 9 10  . Forecastinternational.com.   [2017-07-30]. （原始内容存档于2023-10-19）.
2. 1 2 3 4 5 6 7 8 9 10 11  Pike, John. . GlobalSecurity.org.   [2017-07-30]. （原始内容存档于2019-07-23）.
3. 1 2 3 4 5  Foss (2000)，第392頁.
4. ↑  . Library of Congress.
5. 1 2 3 4  Rottman (2010)，第14頁.
6. ↑  . SOFREP.   [2024-04-16]. （原始内容存档于2023-05-30）.
7. ↑  Laur, Colonel Timothy. . New York: Berkley Publishing Corporation. 1995. ISBN 978-0425147818.
8. 1 2 3 4 5 6 7 8 9 10 11 12 13  . Armyrecognition.com. 2013-07-14  [2020-03-07]. （原始内容存档于2021-01-26）.
9. ↑  Rei, Stephen A.; Stoehr, Randy.  (PDF). United States Army Natick Research, Development and Engineering Center. 1994-06. （原始内容存档 (PDF)于2020-03-07）.
10. ↑   (PDF). www.benning.army.mil.   [2022-01-12]. （原始内容 (PDF)存档于2017-02-01）.
11. ↑  John Pike. . globalsecurity.org.   [2020-03-14]. （原始内容存档于2019-07-23）.
12. ↑  . 2024-04-16  [2024-04-16]. （原始内容存档于2024-05-15）.
13. 1 2  . 2008-10-16. （原始内容存档于2008-10-16）.
14. 1 2 3  . Cobb County Georgia.   [2024-04-16]. （原始内容存档于2021-06-05）.
15. ↑  .   [2019-06-15].
16. ↑  . （原始内容存档于2019-06-15）.
17. ↑   (PDF). 2022-03  [2024-04-16]. （原始内容存档 (PDF)于2021-02-24）.
18. 1 2  .   [2024-04-16]. （原始内容存档于2023-05-05）.
19. ↑  . Army Recognition. 2018-10-05  [2024-04-16]. （原始内容存档于2023-12-09）.
20. ↑   (PDF). www.dnd.gov.ph.   [2022-06-30]. （原始内容 (PDF)存档于2020-03-08）.
21. 1 2  . Navy Recognition. 2019-01-10  [2024-04-16]. （原始内容存档于2022-11-27）.
22. ↑  . 2023-06-12 16:35  [2024-04-16]. （原始内容存档于2023-10-29） （英语）.
23. ↑  . （原始内容存档于2017-04-20）.
24. 1 2 3  . Deagel.com.   [2017-07-30]. （原始内容存档于2020-01-29）.
25. 1 2 3 4 5 6 7  . Army Recognition.   [2016-03-17]. （原始内容存档于2021-01-26）.
26. 1 2  . www.globalsecurity.org.   [2024-04-16]. （原始内容存档于2023-03-20）.
27. ↑  .   [2024-04-16]. （原始内容存档于2024-05-28）.
28. ↑  . 2002-05-02. （原始内容存档于2002-05-02）.
29. ↑  . www.armyrecognition.com.   [2024-04-16]. （原始内容存档于2019-12-22）.
30. ↑  . 连线. 2020-02-18. （原始内容存档于2020-02-18）.
31. ↑  .   [2024-04-16]. （原始内容存档于2024-02-27）.
32. ↑  . 互联网档案馆.   [2018-07-17].